# Temporada 1967-68 de los St. Louis Hawks
La temporada 1967-68 fue la decimonovena de los St. Louis Hawks en la NBA. La temporada regular acabó con 56 victorias y 26 derrotas, ocupando el primer puesto de la División Oeste, logrando clasificarse para los playoffs, cayendo en las semifinales de división ante San Francisco Warriors. Sería la última temporada del equipo en St. Louis, antes de mudarse a Atlanta.

## Elecciones en elDraft
| Ronda | Puesto | Jugador         | Posición     | Nacionalidad   | Universidad          |
| ----- | ------ | --------------- | ------------ | -------------- | -------------------- |
| 1     | 8      | Tom Workman     | Ala-Pívot    | Estados Unidos | Seattle              |
| 3     | 25     | Bob Verga       | Base         | Estados Unidos | Duke                 |
| 4     | 37     | Wes Bialosuknia | Base         | Estados Unidos | Connecticut          |
| 7     | 73     | Carl Fuller     | Pívot        | Estados Unidos | Bethune-Cookman*     |
| 8     | 85     | Arvesta Kelly   | Base/Escolta | Estados Unidos | Lincoln University*  |
| 9     | 96     | Ed Biedenbach   | Base         | Estados Unidos | North Carolina State |

## Temporada regular
| División Oeste           | División Oeste | División Oeste | División Oeste | División Oeste | División Oeste | División Oeste | División Oeste | División Oeste |
| Equipo                   | G              | P              | %              | PD             | Casa           | Fuera          | Neutral        | Div            |
| ------------------------ | -------------- | -------------- | -------------- | -------------- | -------------- | -------------- | -------------- | -------------- |
| x-St. Louis Hawks        | 56             | 26             | .683           | –              | 25–7           | 22–13          | 9–6            | 31–9           |
| x-Los Angeles Lakers     | 52             | 30             | .634           | 4              | 30–11          | 18–19          | 4–0            | 28–12          |
| x-San Francisco Warriors | 43             | 39             | .524           | 13             | 27–14          | 16–23          | 0–2            | 24–16          |
| x-Chicago Bulls          | 29             | 53             | .354           | 27             | 11–22          | 12–24          | 6–7            | 11–29          |
| Seattle SuperSonics      | 23             | 59             | .280           | 33             | 10–21          | 7–24           | 6–14           | 15–25          |
| San Diego Rockets        | 15             | 67             | .183           | 41             | 8–33           | 4–26           | 3–8            | 11–29          |

## Playoffs

### Semifinales de División
San Francisco Warriors vs. St. Louis Hawks 
| Fecha       | Partido                                         | Ciudad        |
| ----------- | ----------------------------------------------- | ------------- |
| 22 de marzo | St. Louis Hawks 106, San Francisco Warriors 111 | St. Louis     |
| 23 de marzo | St. Louis Hawks 111, San Francisco Warriors 103 | St. Louis     |
| 26 de marzo | San Francisco Warriors 124, St. Louis Hawks 109 | San Francisco |
| 29 de marzo | San Francisco Warriors 108, St. Louis Hawks 107 | San Francisco |
| 31 de marzo | St. Louis Hawks 129, San Francisco Warriors 103 | St. Louis     |
| 2 de abril  | San Francisco Warriors 111, St. Louis Hawks 106 | San Francisco |
|             | San Francisco Warriors gana las series 4-2      |               |

## Estadísticas
| Rk | Jugador        | Edad | P  | PT | MP   | TC  | TCI  | %TC  | TL  | TLI | %TL  | RB   | AS  | FP  | PTS  |
| 1  | Bill Bridges   | 28   | 82 |    | 39.0 | 5.7 | 12.3 | .462 | 4.2 | 5.9 | .717 | 13.4 | 3.1 | 4.5 | 15.6 |
| 2  | Lenny Wilkens  | 30   | 82 |    | 38.6 | 6.7 | 15.2 | .438 | 6.7 | 8.7 | .768 | 5.3  | 8.3 | 3.1 | 20.0 |
| 3  | Zelmo Beaty    | 28   | 82 |    | 37.4 | 7.8 | 16.0 | .488 | 5.5 | 7.0 | .794 | 11.7 | 2.1 | 3.6 | 21.1 |
| 4  | Joe Caldwell   | 26   | 79 |    | 33.4 | 7.1 | 15.4 | .463 | 2.1 | 3.7 | .569 | 4.3  | 3.0 | 2.6 | 16.4 |
| 5  | Paul Silas     | 24   | 82 |    | 32.3 | 4.9 | 10.6 | .458 | 3.6 | 5.2 | .705 | 11.7 | 2.0 | 3.0 | 13.4 |
| 6  | Don Ohl        | 31   | 31 |    | 26.5 | 5.2 | 11.5 | .454 | 2.7 | 3.4 | .783 | 2.0  | 2.4 | 3.0 | 13.1 |
| 7  | Dick Snyder    | 23   | 75 |    | 21.6 | 3.4 | 8.2  | .419 | 1.7 | 2.2 | .772 | 2.6  | 2.2 | 2.9 | 8.6  |
| 8  | Lou Hudson     | 23   | 46 |    | 21.0 | 4.9 | 10.9 | .454 | 2.6 | 3.6 | .732 | 4.2  | 1.4 | 2.5 | 12.5 |
| 9  | Gene Tormohlen | 30   | 77 |    | 9.3  | 1.3 | 3.4  | .374 | 0.4 | 0.7 | .589 | 2.9  | 0.9 | 1.2 | 3.0  |
| 10 | George Lehmann | 25   | 55 |    | 9.0  | 1.1 | 3.1  | .343 | 0.6 | 0.8 | .814 | 0.8  | 1.7 | 1.0 | 2.8  |
| 11 | Jim Davis      | 26   | 50 |    | 7.9  | 1.2 | 2.8  | .439 | 0.5 | 1.3 | .391 | 2.5  | 0.3 | 1.7 | 2.9  |
| 12 | Jay Miller     | 24   | 8  |    | 6.5  | 1.0 | 3.9  | .258 | 0.5 | 0.9 | .571 | 0.9  | 0.1 | 1.4 | 2.5  |
| 13 | Tom Workman    | 23   | 19 |    | 4.5  | 1.0 | 2.0  | .500 | 0.9 | 1.2 | .773 | 1.3  | 0.2 | 0.7 | 2.9  |

## Galardones y récords
| Jugador       | Galardón                     |
| Richie Guerin | Entrenador del Año de la NBA |
| Zelmo Beaty   | All-Star                     |
| Lenny Wilkens | All-Star                     |